# Prímás (zenész)
A prímás vagy cigányprímás a cigányzenekarok vezető hegedűse, aki az együttes zenei irányítója.
Az első hegedűs – akinek hangszerét prímnek hívják –, aki a fő dallamot játssza a hagyományos közép-kelet-európai vonós együttesekben. Innen a szólás: ő viszi a prímet.

## Híres prímások

### Magyarok
- Balázs Kálmán
- Balog Károly [3]
- Banda Marci
- Beló Laci
- Berki László
- Bihari János
- Boka Károly
- Boka Samu
- Boross Lajos
- Buffó Rigó Sándor
- Bunkó Ferenc
- Czinka Panna (a legismertebb nő)
- Darázs Miska
- Dombi Marci
- Debreceni Kiss Lajos (cigányprímás)
- Erdélyi Náci
- szegedi Farkas Jóska
- Farkas Miska
- id. Járóka Sándor
- ifj. Járóka Sándor
- Lavotta János
- Lukács Tibor
- Id. Magyari Imre
- Ifj. Magyari Imre
- Munczy Lajos
- Patikárius Ferkó
- Pertis Pali
- Pityó József
- Puka Károly
- Rácz Béla
- id. Rácz Pali (1822–1885)
- ifj. Rácz Pali (1852–1926) [3]
- Rácz Rudiné („a második Czinka Panna”)
- Radics Béla
- Radics Vilmos
- Rózsavölgyi Márk (zsidó származású volt)
- Salamon János
- Ifj. Sánta Ferenc
- Vidák József

a Lakatos család
- - Lakatos Flóris,
  - Lakatos Sándor (1924–1994),
  - Déki Lakatos Sándor (1942–2011)
  - Roby Lakatos (* 1965)

### Egyéb
- Grigoraş Dinicu (Románia),